# Klokkeren fra Notre Dame (film fra 1996)
 For alternative betydninger, se Klokkeren fra Notre Dame (flertydig). (Se også artikler, som begynder med Klokkeren fra Notre Dame)
Klokkeren fra Notre Dame (org: The Hunchback of Notre Dame) er en Disney-tegnefilm fra 1996, bygget over Victor Hugos roman Klokkeren fra Notre Dame. Filmen fik premiere i USA den 21. juni 1996 og i Danmark den 15. november 1996.
Ligesom de fleste tidligere filmatiseringer gør Disney-folkene Quasimodo, den pukkelryggede klokker i Notre Dame, til historiens hovedperson. Filmen giver desuden Quasimodo tre levende gargoiler som ledsagere: Hugo, Victor og Laverne (Gertrud i den danske version).
Selv om Victor Hugos historie er disneyficeret med humor, sange og den obligatoriske Happy End, hører Klokkeren fra Notre Dame blandt de mørkeste, mest seriøse Disney-tegnefilm,[kilde mangler] der udforsker temaer som religion, racisme og seksuel besættelse og udmunder i et højdramatisk inferno af vold, ild og død.
Takket være computeranimation er filmens billedside præget af kæmpemæssige folkemængder og svimlende kamerature over byens tage og tårne. Musikken af Alan Menken og Stephen Schwartz blev nomineret til både en Oscar og en Golden Globe, men filmens sange vandt ikke den store popularitet.[kilde mangler]

## Skuespillere
| Rolle              | Danske skuespillere   | Engelske skuespillere        |
| ------------------ | --------------------- | ---------------------------- |
| Quasimodo (dialog) | Anders Gjellerup Koch | Tom Hulce                    |
| Quasimodo (sang)   | Kim Sandberg          | Tom Hulce                    |
| Esmaralda (dialog) | Birgitte Simonsen     | Demi Moore                   |
| Esmaralda (sang)   | Evy Krogh             | Heidi Mollenhauer            |
| Frollo (dialog)    | Stig Hoffmeyer        | Tony Jay                     |
| Frollo (sang)      | Niels Weyde           | Tony Jay                     |
| Kaptajn Phoebus    | Jens Jørn Spottag     | Kevin Kline                  |
| Clopin             | Jess Ingerslev        | Paul Kandel                  |
| Hugo               | Per Pallesen          | Jason Alexander              |
| Victor             | Ulf Pilgaard          | Charles Kimbrough            |
| Gertrud (Laverne)  | Vigga Bro             | Mary Wickes og Jane Withers* |
| Ærkebiskop         | Bendt Reiner          | David Ogden Stiers           |
| Quasimodos mor     | Diana Axelsen         |                              |
| Brutus             | Lasse Lunderskov      |                              |
| Angus              | Lars Thiesgaard       |                              |

Øvrige danske stemmer var Peter Zhelder Due og Pauline Rehne
- *Dette var Mary Wickes sidste film. Hun døde af kræft, før hun nåede at få indspillet alle figurens sætninger, og Jane Withers overtog efter hende.